# Jamie Murphy
Jamie Murphy est un footballeur international écossais né le 28 août 1989 à Glasgow. Il joue au poste d'ailier au Ayr United.

## Carrière

### En club
Jamie Murphy commence sa carrière professionnelle au sein de l'équipe écossaise de Motherwell. Avec cette équipe, il inscrit un triplé le 23 juillet 2009, lors d'un match contre le club albanais de Flamurtari, comptant pour le deuxième tour de la Ligue Europa.
Il est transféré en Angleterre à Sheffield United, en janvier 2013. Le 14 août 2015, il rejoint l'équipe de Brighton & Hove Albion.
Le 7 janvier 2017, il est prêté à Rangers.
Le 20 janvier 2020, il est prêté à Burton Albion.
Le 5 juillet 2022, il rejoint Saint Johnstone.

### En équipe nationale
Il participe avec la sélection espoirs aux éliminatoires du championnat d'Europe espoirs 2011. À cette occasion, il inscrit un doublé contre l'Azerbaïdjan.
Le 23 mars 2018, Murphy honore sa première sélection avec l'équipe d'Écosse en étant titularisé lors d'un match amical face au Costa Rica (défaite 0-1).

## Palmarès
- Hibernian FC
  - Finaliste de la Coupe d'Écosse en 2021
  - Finaliste de la Coupe de la Ligue écossaise en 2021